# Orest i Elektra
Orest i Elektra bili su tema i naslov nekoliko umjetničkih djela, uključujući dvije različite skulpturalne skupine u zbirkama Nacionalnog arheološkog muzeja u Napulju.

## Odjeveni
Jedna je helenistička skulptura visoka 2,1 m, za koju se nekada smatralo da prikazuje Oresta i Elektru. Prikazuje debelo ogrnutu odraslu ženu s desne strane, koja gleda dolje i naizgled poziva djelomično nagog mlađeg muškarca ili dijete, koji gleda gore prema njoj.
Mramorna kopija proizvedena je između 1685. i 1688. za palaču Versailles, kopirana iz odljeva originala koji je povjeren Benoîtu Massouu, zatim Martinu Carlieru i Michelu Monieru. U početku je protumačen kao mir između Grka i Rimljana, ali je kasnije protumačen kao da se odnosi na epizodu u kojoj mladi Papirijus, poznat kao Praetextatus, nakon što mu je dopušteno prisustvovati sjednici rimskog senata sa svojim ocem, osujećuje majčinu znatiželju duhovito joj govoreći da je Senat raspravljao je li za državu bolje da muškarac ima dvije žene ili žena dva muža. Postavljena je u Ballroom Grove 1738. godine, premještena u vrt Tuileries tijekom Francuske revolucije iu 19. stoljeću zamijenila je Poetusa i Arriju na Zelenom tepihu u glavnoj perspektivi.

## Goli muškarac
Drugi prikazuje mladog golog muškarca i mladu odjevenu ženu, iste dobi i visine, koji se naslanjaju jedno na drugo. Sada se misli da su ovo Orest i Elektra.